# رومئو منتی

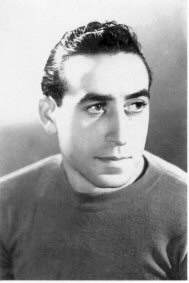
رومئو منتی - بازیکن فوتبال در سال ۱۹۴۹

رومئو منتی (به ایتالیایی: Romeo Menti) بازیکن فوتبال و اهل ایتالیا است که از سال ۱۹۴۷ میلادی عضو تیم ملی فوتبال ایتالیا بوده و در ۷ بازی ملی حضور داشته‌است. او در بازی‌های ملی‌اش ۵ گل به ثمر رساند.
رومئو منتی آخرین بازی ملی خود را در سال ۱۹۴۹ میلادی انجام داد.